# Betaine

Struktur von Betain

Als Betaine wird eine Stoffklasse organisch-chemischer Verbindungen bezeichnet, die in ihrer Molekülstruktur sowohl eine positive als auch eine negative Ladung tragen, nach außen hin also ungeladen sind. In Betainen können sich diese Ladungen, anders als bei Zwitterionen, nicht durch Protonenwanderung ausgleichen. Die namensgebende Verbindung der Stoffgruppe, das Betain, ist ein natürliches Stoffwechselprodukt. Einige derartige Betaine werden in amphoteren Tensiden eingesetzt.
Gelegentlich werden Aminosäuren fälschlich als Betaine bezeichnet, obwohl bei diesen inneren Salzen (Zwitterionen) die Ladungen durch eine Protonenwanderung ausgeglichen werden können.